# Aerotec S/A Industria Aeronautica
Aerotec S/A Industria Aeronautica est un constructeur aéronautique brésilien disparu.
Fondée en 1962 à São José dos Campos à l’instigation du Centre Militaire Brésilien de Recherches Aérospatiales (Comando-Geral de Tecnologia Aerospacial, CTA en abrégé), Aerotec a développé un biplace d’école, l’Uirapuru, produit en série pour la Força Aérea Brasileira, l’aviation civile brésilienne et l’exportation. Cet appareil a été modernisé en 1980, mais à cette époque Aetotec était devenu surtout un sous-traitant d’Embraer, produisant des sous-ensembles pour l’EMB 712 Tupi et le monoplace agricole Embraer EMB 202. 
Aerotec a été absorbé par Embraer en 1987.